# Soup (尾崎亜美のアルバム)
『soup』（スープ）は、尾崎亜美のオリジナル・アルバム。尾崎のデビュー35周年のメモリアル・イヤーである2012年2月22日に発売された。形態はCD+DVDの2枚組。発売元はコンチネンタル・スター/テイチクエンタテインメント。

## 背景
帯コピー："美味しいsoupができました。召し上がれ！"
前作『ReBORN』に続いてこのアルバムも尾崎と小原礼との共同プロデュースによる作品となった。CDにはNHKラジオ「ラジオ深夜便」″深夜便のうた″として放送され、同年9月にシングルとしてリリースされた「愛のはじまり」など、全10曲が収録され、DVDには尾崎がレギュラーを務めたBS11の番組「MUSICA」″おもてなしソング″ より厳選された曲のライブテイク全10曲を収録している。
尾崎はタイトルを「soup」と名付けた理由について、悲しいことがあるとスープを作る癖があることに因んだものだといい、「スープはどんな物を入れても『おいしくなってくれ』と思っていると大概は美味しくなってくれるんです。それと同じように、とんがった気持ちや悲しい思いを鍋の中に入れて、何かの祈りとか願いを込めて作るときっと美味しいものが出来ると思うんです。」と話している。加えて「もしかしたらこのアルバムで気が楽になってきたりとか、元気になってくださったりしたらいいな、っていう願いを込めたかったので『soup』に託したんです。」と述べている。このような尾崎の願いは、前年に起きた東日本大震災がきっかけで生まれたもの。2011年にデビュー35周年記念コンサートの開催を計画していたが、東京公演は節電のために中止せざるをえず、音楽活動が出来なくなるという現実に直面した。尾崎は「音楽に出来ることはちっぽけなことかもしれないけど、もしも音楽が無くなった世界を想像したときに、生きて行けるの？と考えた時に、私には無理だって思ったんです。そして、音楽がないとイヤだ、音楽が支えだと思って音楽を求めている人がいらっしゃるんだったら私にやらせて欲しいと思いました。」と、音楽を通じて自分に出来ることは何か真剣に考えたという。
サウンド面では、1970年代〜80年代の頃のアナログレコードのような、太く、暖かみのある音を目指し制作された。その頃尾崎は「どうやら私は、あの温度感が好きなんだ」と益々思うようになってきたといい、無機質な音もいいと思うけれど、やはり自分が発信するものとしては、有機的な方が合ってて好きなのかもと話している。ただ、″有機的なもの″と言っても、血とか汗とか涙とかを人に擦りつけるような歌ではなく美しくないとイヤだなといい、「人肌って言うか、素敵な温度になっていてほしいんですよね。火傷もしないけど寒くもないみたいな、そんな感じの音にしたいと思っていますね。」と綴っている。
ジャケット及びライナーノーツのアートワークは、アートディレクターの永井裕明がデザインを担当し、鍋や野菜などの絵はイラストレーターの唐仁原多里が描いている。
アルバムの発売を記念して、同年3月に「尾崎亜美 35周年記念コンサート ″soup″ 」が東京・名古屋・大阪の各会場で開催された。 

## 収録曲

### CD
| 全作詞・作曲・編曲: 尾崎亜美。 |                               |          |            |      |
| #                              | タイトル                      | 作詞     | 作曲・編曲 | 時間 |
| 1.                             | 「1グラムの歌」               | 尾崎亜美 | 尾崎亜美   | 4:33 |
| 2.                             | 「雨上がりのFreedom」         | 尾崎亜美 | 尾崎亜美   | 4:15 |
| 3.                             | 「ヒメジョオン」              | 尾崎亜美 | 尾崎亜美   | 3:45 |
| 4.                             | 「私の声を聞いて」            | 尾崎亜美 | 尾崎亜美   | 3:54 |
| 5.                             | 「Music Picnic」              | 尾崎亜美 | 尾崎亜美   | 4:11 |
| 6.                             | 「The World Is All Changing」 | 尾崎亜美 | 尾崎亜美   | 4:02 |
| 7.                             | 「愛のはじまり」              | 尾崎亜美 | 尾崎亜美   | 3:52 |
| 8.                             | 「A New Song」                | 尾崎亜美 | 尾崎亜美   | 3:53 |
| 9.                             | 「Crying Dog」                | 尾崎亜美 | 尾崎亜美   | 4:15 |
| 10.                            | 「スープ」                    | 尾崎亜美 | 尾崎亜美   | 3:57 |
| 合計時間:                      | 合計時間:                     | 40:41    |            |      |

### DVD
| 全作詞・作曲・編曲: 尾崎亜美。 |                                   |          |            |
| #                              | タイトル                          | 作詞     | 作曲・編曲 |
| 1.                             | 「My Song For You」               | 尾崎亜美 | 尾崎亜美   |
| 2.                             | 「Walking In The Rain」           | 尾崎亜美 | 尾崎亜美   |
| 3.                             | 「グルメ天国」                    | 尾崎亜美 | 尾崎亜美   |
| 4.                             | 「純情」                          | 尾崎亜美 | 尾崎亜美   |
| 5.                             | 「春の予感 ～I've been mellow～」 | 尾崎亜美 | 尾崎亜美   |
| 6.                             | 「VOICE」                         | 尾崎亜美 | 尾崎亜美   |
| 7.                             | 「マイ･ピュア･レディ」            | 尾崎亜美 | 尾崎亜美   |
| 8.                             | 「FOR YOU」                       | 尾崎亜美 | 尾崎亜美   |
| 9.                             | 「時に愛は」                      | 尾崎亜美 | 尾崎亜美   |
| 10.                            | 「蒼夜曲 (セレナーデ)」           | 尾崎亜美 | 尾崎亜美   |

## シングル

### 概要
「愛のはじまり」は、NHKラジオ ″ラジオ深夜便″として2011年7月から9月まで放送された。カップリングには同曲のインストゥルメンタルを収録している。

### 収録曲
| 全作詞・作曲・編曲: 尾崎亜美。 |                                |          |            |
| #                              | タイトル                       | 作詞     | 作曲・編曲 |
| 1.                             | 「愛のはじまり」               | 尾崎亜美 | 尾崎亜美   |
| 2.                             | 「愛のはじまり」(Instrumental) | 尾崎亜美 | 尾崎亜美   |

## 参加ミュージシャン
| 1グラムの歌 - Drums: 林立夫 - E.Bass: 小原礼 - E.Guitar: 鈴木茂 - Percussion: 三沢またろう - E.pf, Keyboards & Chorus: 尾崎亜美 雨上がりのFreedom - Drums & Tambourine: 屋敷豪太 - E.Bass: 小原礼 - E.Guitars: 小倉博和 - A.pf, Keyboards & Chorus: 尾崎亜美 ヒメジョオン - Drums: 屋敷豪太 - E.Bass: 小原礼 - E.Guitars: 是永巧一 - Percussion: 三沢またろう - Trumpet: 西村浩二 - Sax: 山本拓矢 - A.pf, Keyboards & Chorus: 尾崎亜美 私の声を聞いて - Drums: 屋敷豪太 - E.Bass: 小原礼 - E.Guitars: 是永巧一 - Percussion: 三沢またろう - Harmonica: 八木のぶお - A.pf, Keyboards & Chorus: 尾崎亜美 | Music Picnic - Drums, Tambourine & Chorus: 屋敷豪太 - E.Bass & Chorus: 小原礼 - E.Guitar & Chorus: 是永巧一 - Keyboards & Chorus: 尾崎亜美 The World Is All Changing - A.pf: 尾崎亜美 愛のはじまり - Drums: 屋敷豪太 - E.Bass: 小原礼 - A.Guitar & Bouzouki: 小倉博和 - Keyboards & Chorus: 尾崎亜美 A New Song - Drums: 屋敷豪太 - E.Bass: 小原礼 - E.Guitar: 鈴木茂 - E.Guitar solo: 是永巧一 - Keyboards & Chorus: 尾崎亜美 Crying Dog - Drums: 屋敷豪太 - E.Bass: 小原礼 - E.Guitar: 鈴木茂 - A.Guitar: 奥田民生 - A.pf, Keyboards, Percussion & Chorus: 尾崎亜美 スープ - Keyboards: 尾崎亜美 |

## 尾崎亜美 35周年記念コンサート「soup」
| # | 日時          | 会場                       |
| - | ------------- | -------------------------- |
| 1 | 2012年3月4日  | 大阪・森ノ宮ピロティホール |
| 2 | 2012年3月5日  | 名古屋・ダイアモンドホール |
| 3 | 2012年3月11日 | 東京・日本橋三井ホール     |

## 参考資料
- 尾崎亜美『soup』（CD+DVD・ライナーノーツ）テイチクエンタテインメント、2012年2月22日。TECG-38061。